# 봉화 축서사 석조비로자나불좌상 및 목조광배
봉화 축서사 석조비로자나불좌상 및 목조광배(奉化 鷲棲寺 石造毘盧遮那佛坐像 및 木造光背)는 대한민국 경상북도 봉화군 물야면, 축서사에 있는 남북국 시대 신라의 불상이다.
1989년 4월 15일 대한민국의 보물 제995호로 지정되었다가, 2010년 8월 25일 현재의 명칭으로 변경되었다.

## 개요
문수산(文殊山) 정상 가까이에 자리잡은 축서사에 모셔져 있지만, 원래부터 이곳에 있었는지는 알 수 없다.
불상의 높이는 1.08m이며, 얼굴은 가는 눈, 꼭 다문 입, 반듯하고 넓은 신체에서 고요함과 안정감을 느낄 수 있다. 양 어깨에 걸쳐 입은 옷에는 주름이 평행 계단식으로 표현되어 다소 형식화되었음을 알 수 있다. 무릎 사이의 부채꼴 모양으로 넓게 퍼진 주름은 다른 불상들의 U자형과는 달리 물결무늬로 특이한 형태를 취하고 있다. 이는 평행 계단식 옷주름과 함께 9세기 후반의 특징을 잘 보여 준다.
대좌(臺座)는 통일신라 후기에 유행한 8각으로 상·중·하대를 모두 갖추고 있다. 하대에는 각 면에 사자 1구씩을 새겼고, 중대에는 손을 모으고 있는 인물상을, 상대에는 꽃무늬를 새겨 넣었다. 현재 불상 뒤에 나무로 만들어진 광배(光背)가 있는데 여기에는 화려한 꽃무늬와 불꽃무늬가 새겨져 있다. 이것은 후대에 만들어진 것이고, 원래의 돌로 만든 광배는 윗부분만 남아있다.
이 불상은 통일신라 후기에 많이 만들어졌던 비로자나불상 가운데 하나로 대구 동화사 비로암 석조비로자나불좌상(보물 제244호)과 동일한 특징을 보여주어 당시 조각수법과 신앙형태를 알 수 있다. 석탑기에 의해 9세기 후반에 만들었다는 절대연대가 밝혀져 통일신라 후기의 불상연구에 매우 귀중한 자료로 평가되고 있다.

## 같이 보기
- 축서사

## 참고 자료
- 봉화 축서사 석조비로자나불좌상 및 목조광배 - 국가유산청 국가유산포털